# Hans Weiß (Journalist)
Hans Weiß (* 25. April 1912 in München; † 1992) war ein deutscher Journalist und kommunistischer Politiker. Er war Mitglied im Nationalkomitee Freies Deutschland (NKFD), 2. Bürgermeister in Senftenberg und Chefredakteur in Frankfurt (Oder).

## Leben
Hans (Johann) Weiß wurde am 25. April 1912 in München als zweites von drei Kindern einer Handwerkerfamilie geboren. Bis 1939 durchlief er eine Ausbildung als Tischler. Nach einer Zeit als Tischlergeselle wurde er arbeitslos. Er schloss eine Ehe mit Helene Holzer und hatte zwei Kinder. Mit Kriegsbeginn 1939 wurde Weiß zur Wehrmacht, Dienstgrad Wachtmeister, eingezogen. 1943 geriet er in der UdSSR in Kriegsgefangenschaft.  Nach dem Besuch der Antifa-Schule in Krasnogorsk (Lunjowo) wurde Hans Weiß Mitglied im Nationalkomitee Freies Deutschland. Als Mitglied der Initiativgruppe Anton Ackermann/Hermann Matern des NKFD kam Hans Weiß nach Deutschland zurück. Die Landung erfolgte in Sagan hinter den Linien der 1. Ukrainischen Front.
Er trat in die KPD ein, wurde Erster Vorsitzender der KPD des Kreises Calau. Mit der Zwangsvereinigung von SPD und KPD wurde er SED-Mitglied. Von 1945 bis 1949 war Weiß zusammen mit Rudi Rutzen, ebenfalls ein Mitglied der Initiativgruppe, Bürgermeister in Senftenberg/Niederlausitz. Seit dieser Zeit begann er eine Lebensgemeinschaft mit Hildegard Levy, aus der der Sohn Robert Levy (* 1946) hervorging. Robert Levy nannte sich später Robert Weiß und wurde Politikwissenschaftler in der DDR.
Hans Weiß war nach 1949 Redakteur und freiberuflicher Journalist. Bis 1952 war er Kulturchef des Organs der SED-Bezirksleitung „Märkische Volksstimme“ in Potsdam. Dort hatte er enge Beziehungen zu den Schriftstellern Erwin Strittmatter, Hans Marchwitza und anderen. Ab 1952 war er zunächst Chefredakteur, dann stellvertretender Chefredakteur des neugegründeten Organs der Bezirksleitung der SED Frankfurt (Oder) „Neuer Tag“. Nach einem Aprilscherz in „Neuer Tag“ vom 1. April 1953, der unter den Presseleuten der DDR Aufsehen erregte und auf den die gesamte Funktionärsspitze der SED-Bezirksleitung hereinfiel, wurde er einem Parteiverfahren unterzogen und als stellvertretender Chefredakteur abgelöst. Ab 1966 bis zum Ruhestand 1982 war Weiß als freiberuflicher Journalist für den DDR-Auslandspressedienst „Panorama“ tätig.